# AVE
AVE (Alta Velocidad Española) er det spanske trafiksystem for højhastighedstog (svarende til det franske TGV og det tyske ICE). På særligt byggede strækninger er tophastigheden 350 km/t.
AVE-strækningerne er anlagt som "normalspor" i modsætning til den almindelige sporvidde på 1,668 mm i Spanien og Portugal.
AVE-systemets knudepunkt er Puerta de Atocha-stationen i Madrid.
Den første AVE-strækning var Madrid-Sevilla, der åbnedes i 1992 i forbindelse med verdensudstillingen i Sevilla.
AVE-forbindelsen de ca. 600 km. mellem Barcelona og Madrid, som uden stop tilbagelægges på 150 minutter, har på kort tid flyttet 30% af trafikken fra fly til tog.

## Strækninger i drift
- Madrid–Sevilla (Madrid, Ciudad Real, Puertollano, Córdoba, Sevilla)
- Madrid–Zaragoza–Lérida–Campo de Tarragona (Madrid, Guadalajara, Calatayud, Zaragoza, Lérida, Tarragona)
- Madrid–Zaragoza–Huesca (Madrid, Guadalajara, Calatayud, Zaragoza, Huesca)
- Madrid–Puertollano (Madrid, Ciudad Real, Puertollano)
- Madrid–Toledo.
- Córdoba–Sevilla

## Planlagte strækninger
- Tarragona-Barcelona-Frankrig. Forlængelsen fra Tarragona til Barcelona Sants færdiggøres 2007/2008. Forlængelsen til Frankrigs grænse bliver klar i 2009.
- Madrid-Segovia-Valladolid. Klar inden 2008. Ruten omfatter Europas 4.længste jernbanetunnel på 28 km. Valladolid bliver knudepunkt for AVE i Nordspanien.
- Bilbao-Vitoria-San Sebastian. Forbinder de tre baskiske hovedbyer i 2011. Er planlagt til at have forbindelse med Madrid via Valladolid samt via Irún til Bayonne i Sydvestfrankrig.
- Variante de Pajares. Skal gå igennem et bjergrigt område mellem León and Asturien. En forlængelse er planlagt til at forbinde Valladolid med Oviedo og Gijón.
- Eje Atlántico de Alta Velocidad. Atlantlinjen. Vil forbinde Galiciens byer La Coruña, Santiago de Compostela og Vigo med den portugisiske grænse og sidenhen Oporto.
- Orense-Santiago de Compostela. Vil forbinde Galicien og Atlantlinjen med Madrid via Valladolid.
- Antequera-Málaga. Sidste del af Madrid-Málaga-linjen bliver klar sommeren 2007.
- Cáceres-Mérida-Badajoz-Lissabon. Denne linje mellem Spaniens og Portugals hovedstæder har høj prioritet i de to regeringer. Den spanske del – til Badajos – forventes færdig i 2010, mens den portugisiske strækning må vente til tidligst 2015.
- Madrid-Cuenca-Albacete. Forbinder Madrid med Valencia, Alicante, Murcia og Almería. Forventes færdig i 2009.

## Kritik
Der har været forskellig politisk furore omkring udbygningen af AVE-nettet – mest markant fra den baskiske nationalistiske terrororganisation ETA, som i december 2008 skød en medarbejder på det baskiske AVE-projekt og i februar 2009 detonerede en bilbombe på en fabrik i Madrid, der leverer komponenter til AVE.
Udover det har flere miljøoganisationer kritiseret projektet for ikke at tage hensyn til naturen.
- Wikimedia Commons har flere filer relateret til AVE

## Eksterne referencer
1. ↑  "Højhastighedstog kvæler flyene – dr.dk/Nyheder/Penge". Arkiveret fra originalen 18. maj 2014. Hentet 8. august 2008.

| Jernbane | Spire Denne jernbaneartikel er en spire som bør udbygges. Du er velkommen til at hjælpe Wikipedia ved at udvide den. |